# Antiplanes motojimai
Antiplanes motojimai é uma espécie de gastrópode do gênero Antiplanes, pertencente a família Pseudomelatomidae.